# Cumbitara
Cumbitara est une municipalité située dans le département de Nariño en Colombie.